# フダイダ
フダイダ（الحديدة、Al Hudaydah、アル＝フダイダ）は、紅海沿岸に位置するイエメンの港町。ホデイダ（Hodeida）とも呼ばれる。
人口は約40万人。

## 火山噴火
2007年9月30日にフダイダ沖（紅海）のタイル島で火山噴火があり、駐屯していた国軍兵士8人が犠牲になった
。

## 2015年イエメン内戦
2015年イエメン内戦では、フーシ派がフダイダを支配下においた。フダイダ港は、イエメンに物資を運び込む拠点でもあるため、2018年からは政府軍の攻撃が激化。同年4月には、港に空爆が行われたほか、6月には地上部隊の交戦も行われ39人が死亡した。都市南方に位置するフダイダ国際空港も政府軍の航空機による対地攻撃を受けている。戦闘が激化するにつれ、サナア等に向けてフダイダを脱出する市民も増え、6月時点の国連人道問題調整事務所の推定では、県単位で約3万人が自宅からの避難を余儀なくされている。同年9月14日には、世界食糧計画がフダイダに対して砲撃や空爆が行われて350万人に対する食糧支援が脅かされているとして警告を行っている。

## 2023年パレスチナ・イスラエル戦争
2024年7月19日、フーシ派がテルアビブに無人機による攻撃を行ったことに対し、同月20日、イスラエルは報復としてフダイダの港を空爆。港の施設が炎上する映像が報道された。

## 2025年イラン・イスラエル戦争
イラン・イスラエル戦争において、フーシ派はイランと協調してイスラエルに弾道ミサイルを発射。イスラエルは、イランとの停戦後もフーシ派に反撃を加え続けた。2025年7月7日には、フダイダの港湾や発電所を目標としたイスラエルによる攻撃が行われ、フーシ派は反撃を試みたが市内が停電した。